# Calandra
Calandra är ett släkte av skalbaggar. Calandra ingår i familjen Dryophthoridae.

## Dottertaxa tillCalandra, i alfabetisk ordning[1]
- Calandra abbreviata
- Calandra abrasa
- Calandra acupunctata
- Calandra adspersa
- Calandra adunca
- Calandra aequalis
- Calandra alaiensis
- Calandra albicollis
- Calandra albida
- Calandra alfura
- Calandra ambigua
- Calandra angusta
- Calandra angustata
- Calandra apicalis
- Calandra apicepunctata
- Calandra ardesia
- Calandra argillacea
- Calandra arizonensis
- Calandra asperipennis
- Calandra aterrima
- Calandra atomaria
- Calandra atrata
- Calandra atricolor
- Calandra atronigra
- Calandra atrovittata
- Calandra aurofasciata
- Calandra austera
- Calandra australis
- Calandra baridioides
- Calandra bartramiae
- Calandra basilana
- Calandra bifasciata
- Calandra bifasciatus
- Calandra bilineatus
- Calandra bipunctata
- Calandra bituberculata
- Calandra bituberculatus
- Calandra blanchardi
- Calandra blatchleyi
- Calandra borassi
- Calandra brachyptera
- Calandra brunneipennis
- Calandra brunnipennis
- Calandra bruta
- Calandra caffer
- Calandra cafra
- Calandra callosa
- Calandra callosipennis
- Calandra canaliculata
- Calandra canalipes
- Calandra carbonaria
- Calandra cariosa
- Calandra carmelita
- Calandra castanea
- Calandra caviscutata
- Calandra cayennensis
- Calandra chilensis
- Calandra chittendeni
- Calandra cicatricosa
- Calandra cicatripennis
- Calandra cicatristriata
- Calandra cincta
- Calandra cincticollis
- Calandra cinnamomina
- Calandra cinnamominus
- Calandra circumscripta
- Calandra coactorum
- Calandra coesifrons
- Calandra colossus
- Calandra compressirostris
- Calandra confluens
- Calandra confusa
- Calandra contracta
- Calandra cornix
- Calandra corvina
- Calandra costicollis
- Calandra costifer
- Calandra costipennis
- Calandra crassa
- Calandra crassirostris
- Calandra crenata
- Calandra crenatus
- Calandra cribraria
- Calandra cribrarius
- Calandra cruciata
- Calandra cruda
- Calandra cruentata
- Calandra cruentatus
- Calandra cultellata
- Calandra cultirostris
- Calandra cumingi
- Calandra decurtata
- Calandra deficiens
- Calandra defricta
- Calandra delumbata
- Calandra denominata
- Calandra depicta
- Calandra destructor
- Calandra dietrichi
- Calandra dimidiata
- Calandra dimidiatus
- Calandra discolor
- Calandra discors
- Calandra distichlidis
- Calandra distorta
- Calandra diversa
- Calandra doriae
- Calandra elegans
- Calandra elephantula
- Calandra elionensis
- Calandra elongata
- Calandra ensirostris
- Calandra erythrocea
- Calandra erythrura
- Calandra exarata
- Calandra exclamationis
- Calandra fallax
- Calandra falli
- Calandra fasciata
- Calandra fasciatus
- Calandra ferruginea
- Calandra ferrugineus
- Calandra festiva
- Calandra fimbriata
- Calandra flexuosa
- Calandra fossor
- Calandra frugilega
- Calandra frumentarius
- Calandra frumenti
- Calandra fuliginosa
- Calandra gagatina
- Calandra gages
- Calandra geminata
- Calandra gentilis
- Calandra germari
- Calandra gigas
- Calandra glabricollis
- Calandra glabripes
- Calandra glyceriae
- Calandra goliathus
- Calandra graminis
- Calandra granaria
- Calandra granarius
- Calandra grandini
- Calandra granulata
- Calandra granulatus
- Calandra grossa
- Calandra guérini
- Calandra guineensis
- Calandra haemorrhoidalis
- Calandra halophila
- Calandra hemiptera
- Calandra hemipterus
- Calandra heros
- Calandra heterocera
- Calandra hoegbergi
- Calandra holosericea
- Calandra ima
- Calandra immunis
- Calandra imperatrix
- Calandra impressicollis
- Calandra inaequalis
- Calandra incongrua
- Calandra incurrens
- Calandra indica
- Calandra indus
- Calandra inscripta
- Calandra insculpta
- Calandra interstitialis
- Calandra intervallata
- Calandra irrorata
- Calandra javana
- Calandra jugosa
- Calandra kamerunensis
- Calandra laeta
- Calandra laevigata
- Calandra lar
- Calandra larvalis
- Calandra lateralis
- Calandra lateritia
- Calandra latinasa
- Calandra lebasii
- Calandra leprosa
- Calandra limbata
- Calandra limbatus
- Calandra linearis
- Calandra lineata
- Calandra lineatocollis
- Calandra lirata
- Calandra liturata
- Calandra longicollis
- Calandra longipes
- Calandra lucedalensis
- Calandra luctuosa
- Calandra ludoviciana
- Calandra lutulenta
- Calandra macropus
- Calandra maculata
- Calandra maidis
- Calandra marina
- Calandra maura
- Calandra medoraënsis
- Calandra melanocardia
- Calandra melanocephala
- Calandra melanocephalus
- Calandra melanosoma
- Calandra mellenborgi
- Calandra memnonia
- Calandra meridionalis
- Calandra mexicana
- Calandra mexicanus
- Calandra miles
- Calandra minima
- Calandra missouriensis
- Calandra molossus
- Calandra monacha
- Calandra monachus
- Calandra monilis
- Calandra monterensis
- Calandra mormon
- Calandra morreni
- Calandra multilineata
- Calandra multipunctata
- Calandra munda
- Calandra mutilata
- Calandra nasuta
- Calandra nebulosa
- Calandra necydaloides
- Calandra neomexicana
- Calandra nevadensis
- Calandra nigrita
- Calandra nigrovittata
- Calandra nitens
- Calandra nitidipes
- Calandra nivea
- Calandra notanda
- Calandra notigera
- Calandra nubila
- Calandra obliqua
- Calandra obliquevittata
- Calandra oblita
- Calandra obscura
- Calandra obscuripennis
- Calandra obsoleta
- Calandra ochrea
- Calandra ochreata
- Calandra octocostata
- Calandra octomaculata
- Calandra omissa
- Calandra opaca
- Calandra orientalis
- Calandra oryzae
- Calandra pagana
- Calandra palmarum
- Calandra paludicola
- Calandra parumpunctata
- Calandra parvula
- Calandra peninsularis
- Calandra pertinax
- Calandra phoeniciensis
- Calandra phoenicis
- Calandra picea
- Calandra picta
- Calandra pinguis
- Calandra placida
- Calandra planicollis
- Calandra polita
- Calandra pontederiae
- Calandra porcata
- Calandra porcula
- Calandra porculus
- Calandra praepotens
- Calandra pulchella
- Calandra pumila
- Calandra punctata
- Calandra punctatostriata
- Calandra puncticollis
- Calandra punctigera
- Calandra punica
- Calandra pustulosa
- Calandra pygidialis
- Calandra quadrimaculata
- Calandra quadrinotata
- Calandra quadripunctata
- Calandra quadripustulata
- Calandra quadripustulatus
- Calandra quadrivittata
- Calandra quattuordecimmaculata
- Calandra quinquepunctata
- Calandra quinquepunctatus
- Calandra ragusae
- Calandra recta
- Calandra rectistriata
- Calandra remotus
- Calandra reticulata
- Calandra reticulaticollis
- Calandra retusa
- Calandra robusta
- Calandra robustior
- Calandra rubetra
- Calandra rubida
- Calandra rubiginea
- Calandra rubiginosa
- Calandra rubrotesselata
- Calandra rufa
- Calandra rugosa
- Calandra rugosicollis
- Calandra rugosus
- Calandra rustica
- Calandra saba
- Calandra sacchari
- Calandra sanguinea
- Calandra sanguinipennis
- Calandra sanguinolenta
- Calandra sanguinolentus
- Calandra sationis
- Calandra saucia
- Calandra sayi
- Calandra scabra
- Calandra schach
- Calandra schah
- Calandra schoenherrii
- Calandra schonherri
- Calandra schwarzi
- Calandra scirpi
- Calandra scoparia
- Calandra scotina
- Calandra sculptilis
- Calandra securifer
- Calandra securifera
- Calandra senegalensis
- Calandra sequoiae
- Calandra sericans
- Calandra sericea
- Calandra sericeus
- Calandra seriepunctata
- Calandra serratipes
- Calandra serrirostris
- Calandra setigera
- Calandra setulosa
- Calandra sexmaculata
- Calandra sicula
- Calandra signata
- Calandra signatella
- Calandra signaticollis
- Calandra signum
- Calandra simillima
- Calandra simplex
- Calandra soltaui
- Calandra sommeri
- Calandra sordida
- Calandra sordidus
- Calandra spadicea
- Calandra squalida
- Calandra squamosa
- Calandra stigmaticollis
- Calandra strangulata
- Calandra striatipennis
- Calandra striatoforata
- Calandra striatopunctata
- Calandra strigosa
- Calandra subcarinata
- Calandra sublaevis
- Calandra subnitida
- Calandra subopaca
- Calandra subulata
- Calandra subulatus
- Calandra sulcata
- Calandra sulcifrons
- Calandra sulcipes
- Calandra sumatrana
- Calandra taitense
- Calandra taitensis
- Calandra tamarindi
- Calandra tarda
- Calandra tasmanii
- Calandra terebrans
- Calandra terricola
- Calandra tetraspilota
- Calandra tetrica
- Calandra thoracica
- Calandra tornowii
- Calandra torquata
- Calandra torrida
- Calandra tredecimpunctata
- Calandra tredecimpunctatus
- Calandra trilineata
- Calandra truncata
- Calandra tucumana
- Calandra typhae
- Calandra ulkei
- Calandra unicolor
- Calandra uniseriata
- Calandra univittata
- Calandra validirostris
- Calandra variegata
- Calandra variegatus
- Calandra variolosa
- Calandra variolosus
- Calandra velutina
- Calandra venata
- Calandra vestita
- Calandra viduata
- Calandra villosiventris
- Calandra vitticollis
- Calandra vomerina
- Calandra zamiarum
- Calandra zeae